# Егзодус: Богови и краљеви
Егзодус: Богови и краљеви (енгл. Exodus: Gods and Kings) амерички је биографско историјски филм из 2014. године у режији Ридлија Скота. Сценарио потписују Адам Купер, Бил Колаж, Џефри Кејн и Стивен Зејлијан на основу Књиге изласка, док су продуценти филма Питер Чернин, Скот, Џено Топинг, Мајкл Шејфер и Марк Хафам. Филмску музику је компоновао Алберто Иглесијас.
Главну улогу тумачи Кристијан Бејл као Мојсије, док су у осталим улогама Џоел Еџертон, Џон Туртуро, Арон Пол, Бен Менделсон, Марија Валверде, Сигорни Вивер, Бен Кингсли и Голшифте Фарахани. Филм је инспирисан библијском епизодом изласка Јевреја из Египта коју је предводио Мојсије и који се описује у Књизи изласка.
Светска премијера филма је била одржана 12. децембра 2014. у Сједињеним Америчким Државама. Буџет филма је износио између 140–200 000 000 долара, а зарада од филма је 268 200 000 долара.

## Радња
Мојсије (Бејл) изводи Јевреје из Египта на слободу у обећану земљу, након сукоба са египатским фараоном Рамзесом II (Еџертон). Прича филма је заснована на Књизи изласка, која је део Старог завета. Познатом холивудском редитељу Ридлију Скоту је било битно да прикаже мање познате детаље из живота Мојсија и Рамзеса II. Филм је сниман у Шпанији, Мароку и Енглеској.

## Улоге
| Глумац          | Улога      |
| --------------- | ---------- |
| Кристијан Бејл  | Мојсије    |
| Џоел Еџертон    | Рамзес II  |
| Џон Туртуро     | Сети I     |
| Арон Пол        | Исус Навин |
| Бен Менделсон   | Хегеп      |
| Марија Валверде | Ципора     |
| Сигорни Вивер   | Таја       |
| Голшифте Фарани | Нефертари  |
| Бен Кингсли     | Нун        |